# Gymnogryllus machairodus
Gymnogryllus machairodus är en insektsart som beskrevs av Andrej Vasiljevitj Gorochov 1996. Gymnogryllus machairodus ingår i släktet Gymnogryllus och familjen syrsor.

## Underarter
Arten delas in i följande underarter:
- G. m. machairodus
- G. m. unexpectus